# Endoclita
Endoclita är ett släkte av fjärilar. Endoclita ingår i familjen rotfjärilar.

## Bildgalleri

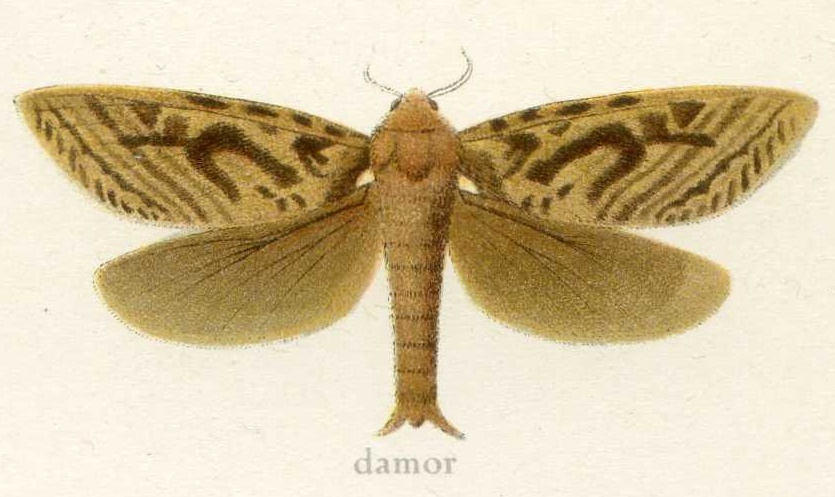

## Dottertaxa tillEndoclita, i alfabetisk ordning[1]
- Endoclita absurdus
- Endoclita aemulus
- Endoclita aikasama
- Endoclita albosignata
- Endoclita anhuiensis
- Endoclita annae
- Endoclita aroura
- Endoclita auratus
- Endoclita aurifer
- Endoclita broma
- Endoclita buettneria
- Endoclita camphorae
- Endoclita chalybeatus
- Endoclita chrysoptera
- Endoclita crenilimbat
- Endoclita damajanti
- Endoclita damor
- Endoclita davidi
- Endoclita excrescens
- Endoclita fujianodus
- Endoclita giganodus
- Endoclita gmelina
- Endoclita herzi
- Endoclita honei
- Endoclita hosei
- Endoclita hunanensis
- Endoclita ijereja
- Endoclita inouei
- Endoclita javaensis
- Endoclita jianglingensis
- Endoclita jingdongensis
- Endoclita kara
- Endoclita kosemponis
- Endoclita malabaricus
- Endoclita marginenotatus
- Endoclita metallica
- Endoclita microscripta
- Endoclita nankingi
- Endoclita niger
- Endoclita nodus
- Endoclita paraja
- Endoclita pfitzneri
- Endoclita punctimargo
- Endoclita purpurescens
- Endoclita raapi
- Endoclita rustica
- Endoclita salvazi
- Endoclita satsumanis
- Endoclita sericeus
- Endoclita sibelae
- Endoclita signifer
- Endoclita similis
- Endoclita sinensis
- Endoclita taranu
- Endoclita topeza
- Endoclita tosa
- Endoclita undulifer
- Endoclita warawita
- Endoclita williamsi
- Endoclita xizangensis
- Endoclita yunnanensis